# Club Italia (pallavolo maschile)
Il Club Italia è una società pallavolistica maschile italiana con sede a Roma: milita nel campionato di Serie A2.

## Rosa 2018-2019
| N° | Nome                | Ruolo | Data di nascita   | Nazionalità sportiva |
| -- | ------------------- | ----- | ----------------- | -------------------- |
| 1  | Tommaso Stefani     | S/O   | 4 maggio 2001     | Italia               |
| 2  | Manuel Biasotto     | C     | 26 febbraio 2001  | Italia               |
| 3  | Nicola Cianciotta   | C     | 8 aprile 1997     | Italia               |
| 4  | Nicola Zonta        | P     | 15 maggio 2000    | Italia               |
| 5  | Matheus Motzo       | S     | 9 settembre 1999  | Italia               |
| 6  | Giulio Magalini     | S     | 14 agosto 2001    | Italia               |
| 7  | Filippo Federici    | L     | 26 dicembre 2000  | Italia               |
| 8  | Gabriele Maletto    | C     | 22 luglio 1999    | Italia               |
| 9  | Francesco Recine    | S     | 7 febbraio 1999   | Italia               |
| 10 | Alberto Benedicenti | L     | 6 febbraio 2001   | Italia               |
| 11 | Gianluca Dal Corso  | S     | 9 gennaio 2001    | Italia               |
| 12 | Leonardo Di Marco   | P     | 22 gennaio 2002   | Italia               |
| 12 | Leandro Mosca       | C     | 5 settembre 2000  | Italia               |
| 15 | Kristian Gamba      | S/O   | 16 maggio 2000    | Italia               |
| 16 | Nicola Salsi        | P     | 13 settembre 1997 | Italia               |